# Casino de Llanes
El casino de Llanes (Asturias, España), se localiza en pleno centro de la villa llanisca, a escasos metros del Ayuntamiento en un lugar anteriormente ocupado por el mercado municipal. Este inmueble fue promovido por la Sociedad Casino de Llanes en 1910.
Se trata de un edificio de inspiración modernista (elementos decorativos en la fachada, balcones decorados, mascarones femeninos, gusto general por el recargamiento visual), diseñado por el arquitecto Juan Álvarez Mendoza.

## Descripción
El Casino se emplaza en un lugar que ocupó hasta finales del siglo XIX el mercado cubierto de hierro y cristal.
El deseo de los indianos de contar con un lugar de recreo digno desembocó en la construcción a comienzos del siglo XX de este edificio, para cuya construcción se eligió a un joven arquitecto, Juan Álvarez Mendoza, muy influido por las modas de su época. Esto se observa al contemplar un edificio que traduce los aires del influjo francés propio de estos momentos iniciales de la centuria.
El Casino refleja el exotismo típico de la nueva construcción indiana, destacando entre el caserío de Llanes. Muestra un gusto claro por el modernismo de principios del siglo XX, que se refleja en los elementos decorativos de la fachada, con balcones decorados, guardapolvos con adornos vegetales y mascarones femeninos, con un gusto general por el recargamiento visual propio del barroco.
Al interior las puertas, de exquisita composición y colores lacados en blanco, así como la escalera monumental y los espejos venecianos, hablan del deseo de los promotores del Casino de dotar al edificio de todo el lujo posible. En las paredes aparecen pinturas imitando mármoles, y cenefas a media altura. En los techos aparecen remates de escayolas muy adornados y dibujos alegóricos, combinándose todo ello con un mobiliario de gusto modernista, entre el que destaca el sofá redondo.
La actividad del Casino casi siempre fue la misma de recreo y distracción, conociendo un período durante la guerra civil en el que albergó la Casa del Pueblo y un juzgado. La actividad después de la guerra fue de nuevo la de club social.